# 全民大笑花
《全民大笑花》是中天電視全民系列繼《全民大新聞》後所推出的節目，主持人為阿Ken，評審團團長為吳怡霈，節目以女性講笑話、搞笑表演為主，由評審選出一位最厲害的參賽者成為今日笑花。節目於2013年6月13日播畢。

## 節目單元

### 笑花軍團選拔賽
| 集數 | 首播日期 | 助理主持       | 評審                                                         | 參加來賓                                                        | 當集獲勝者      |
| 01   | 4月1日   | Bebe、小花     | 小鐘、劉雨柔、劉薰愛、吳怡霈、鄭茵聲(陰森)                   | 邱蔓綾、張雅婷、安苡愛、楊淨淳                                  | 邱蔓綾          |
| 02   | 4月2日   | 姬天語、蔡小潔 | 張兆志、吳怡霈、劉雨柔、瑤瑤(黃以安)、劉薰愛                 | 張慧珍(夏晴)、張佳瑩(壽司)、江敘慈（阿Pin）、王子欣(TOTO)、壯壯 | 江敘慈（阿Pin） |
| 03   | 4月3日   | 謝文馨、辜靖愉 | 黃豪平、謝駿毅（無尊）、吳怡霈、劉雨柔、劉薰愛、鄭茵聲(陰森) | 小又、小百、Hanna、安妮                                         | 小又            |
| 04   | 4月4日   | 小花、小茉莉   | 劉雨柔、劉薰愛、吳怡霈、Bebe、曲家瑞                         | 李潔亭(Jenny)、周家瑜、林家慧(咚咚)                             | 周家瑜          |
| 05   | 4月8日   | 姬天語、小花   | 吳怡霈、瑤瑤(黃以安)、Bebe、劉薰愛、Hold住姐(謝依霖)         | 芹佳織、葉呂懿薇(薇薇)、何淑美(Sasa)、侯嘉玲(小Du)              | 何淑美(Sasa)    |
| 06   | 4月9日   | 詩芸、謝文馨   | 吳怡霈、瑤瑤(黃以安)、Bebe、劉薰愛、納豆                     | 林牧昕、林珮瑩(Ruby)、游念育(Candy)、余玫蒨                     | 游念育(Candy)   |
| 07   | 4月10日  | 小茉莉、小花   | 吳怡霈、劉薰愛、鄭茵聲(陰森)、瑤瑤(黃以安)、黃鐙輝           | 邱玉瀞、吳芮甄(台台)、楊琇雯(黑鬼)、侯佩蓉(叮叮)                | 邱玉瀞          |
| 08   | 4月11日  | 笑花說故事大賽 | 笑花說故事大賽                                               | 笑花說故事大賽                                                  | 笑花說故事大賽  |
| 09   | 4月15日  | 蔡小潔、詩芸   | 劉薰愛、劉雨柔、吳怡霈、瑤瑤(黃以安)、梁赫群                 | 林裕庭(豆芽)、陳姵辰(傑瑞)、吳瑋霆(Mika)                        | 林裕庭(豆芽)    |
| 10   | 4月16日  | 李懿、蔡小潔   | 劉薰愛、劉雨柔、吳怡霈、瑤瑤(黃以安)、白雲                   | 施佳琪、李佳珍(花花)                                            | 李佳珍(花花)    |
| 11   | 4月17日  | 姬天語、小茉莉 | 劉雨柔、劉薰愛、瑤瑤(黃以安)、鄭茵聲(陰森)、唐志中           | 謝馥羽(小羽)、彭雅婷(雅雅)、於挺君(糖糖)                        | 於挺君(糖糖)    |
| 12   | 4月18日  | 笑花說故事大賽 | 笑花說故事大賽                                               | 笑花說故事大賽                                                  | 笑花說故事大賽  |
| 13   | 4月22日  | 笑花軍團企劃   | 笑花軍團企劃                                                 | 笑花軍團企劃                                                    | 笑花軍團企劃    |
| 14   | 4月23日  | 笑花軍團企劃   | 笑花軍團企劃                                                 | 笑花軍團企劃                                                    | 笑花軍團企劃    |
| 15   | 4月24日  | 笑花軍團企劃   | 笑花軍團企劃                                                 | 笑花軍團企劃                                                    | 笑花軍團企劃    |
| 16   | 4月25日  | 笑花軍團企劃   | 笑花軍團企劃                                                 | 笑花軍團企劃                                                    | 笑花軍團企劃    |
| 17   | 4月29日  | 笑花軍團企劃   | 笑花軍團企劃                                                 | 笑花軍團企劃                                                    | 笑花軍團企劃    |
| 18   | 4月30日  | 笑花軍團企劃   | 笑花軍團企劃                                                 | 笑花軍團企劃                                                    | 笑花軍團企劃    |
| 19   | 5月1日   | 笑花軍團企劃   | 笑花軍團企劃                                                 | 笑花軍團企劃                                                    | 笑花軍團企劃    |
| 20   | 5月2日   | 笑花軍團企劃   | 笑花軍團企劃                                                 | 笑花軍團企劃                                                    | 笑花軍團企劃    |
| 21   | 5月6日   | 笑花軍團企劃   | 笑花軍團企劃                                                 | 笑花軍團企劃                                                    | 笑花軍團企劃    |
| 22   | 5月7日   | 笑花軍團企劃   | 笑花軍團企劃                                                 | 笑花軍團企劃                                                    | 笑花軍團企劃    |
| 23   | 5月8日   | 笑花軍團企劃   | 笑花軍團企劃                                                 | 笑花軍團企劃                                                    | 笑花軍團企劃    |
| 24   | 5月9日   | 笑花軍團企劃   | 笑花軍團企劃                                                 | 笑花軍團企劃                                                    | 笑花軍團企劃    |
| 25   | 5月13日  | 笑花軍團企劃   | 笑花軍團企劃                                                 | 笑花軍團企劃                                                    | 笑花軍團企劃    |
| 26   | 5月14日  | 笑花軍團企劃   | 笑花軍團企劃                                                 | 笑花軍團企劃                                                    | 笑花軍團企劃    |
| 27   | 5月15日  | 笑花軍團企劃   | 笑花軍團企劃                                                 | 笑花軍團企劃                                                    | 笑花軍團企劃    |
| 28   | 5月16日  | 笑花軍團企劃   | 笑花軍團企劃                                                 | 笑花軍團企劃                                                    | 笑花軍團企劃    |
| 29   | 5月20日  | 笑花軍團企劃   | 笑花軍團企劃                                                 | 笑花軍團企劃                                                    | 笑花軍團企劃    |
| 30   | 5月21日  | 笑花軍團企劃   | 笑花軍團企劃                                                 | 笑花軍團企劃                                                    | 笑花軍團企劃    |
| 31   | 5月22日  | 笑花軍團企劃   | 笑花軍團企劃                                                 | 笑花軍團企劃                                                    | 笑花軍團企劃    |
| 32   | 5月23日  | 笑花軍團企劃   | 笑花軍團企劃                                                 | 笑花軍團企劃                                                    | 笑花軍團企劃    |
| 33   | 5月27日  | 笑花軍團企劃   | 笑花軍團企劃                                                 | 笑花軍團企劃                                                    | 笑花軍團企劃    |
| 34   | 5月28日  | 笑花軍團企劃   | 笑花軍團企劃                                                 | 笑花軍團企劃                                                    | 笑花軍團企劃    |
| 35   | 5月29日  | 笑花軍團企劃   | 笑花軍團企劃                                                 | 笑花軍團企劃                                                    | 笑花軍團企劃    |
| 36   | 5月30日  | 笑花軍團企劃   | 笑花軍團企劃                                                 | 笑花軍團企劃                                                    | 笑花軍團企劃    |
| 37   | 6月3日   | 笑花軍團企劃   | 笑花軍團企劃                                                 | 笑花軍團企劃                                                    | 笑花軍團企劃    |
| 38   | 6月4日   | 笑花軍團企劃   | 笑花軍團企劃                                                 | 笑花軍團企劃                                                    | 笑花軍團企劃    |
| 39   | 6月5日   | 笑花軍團企劃   | 笑花軍團企劃                                                 | 笑花軍團企劃                                                    | 笑花軍團企劃    |
| 40   | 6月6日   | 笑花軍團企劃   | 笑花軍團企劃                                                 | 笑花軍團企劃                                                    | 笑花軍團企劃    |
| 41   | 6月10日  | 笑花軍團企劃   | 笑花軍團企劃                                                 | 笑花軍團企劃                                                    | 笑花軍團企劃    |
| 42   | 6月11日  | 笑花軍團企劃   | 笑花軍團企劃                                                 | 笑花軍團企劃                                                    | 笑花軍團企劃    |
| 43   | 6月12日  | 笑花軍團企劃   | 笑花軍團企劃                                                 | 笑花軍團企劃                                                    | 笑花軍團企劃    |
| 44   | 6月13日  | 笑花軍團企劃   | 笑花軍團企劃                                                 | 笑花軍團企劃                                                    | 笑花軍團企劃    |

### 笑花說故事大賽
| 集數 | 首播日期 | 助理主持             | 評審   | 備註 |
| 08   | 4月11日  | 蔡小潔、鄭茵聲(陰森) | 沈玉琳 | - 吳怡霈:見鬼了！可怕的靈異事件 - 鄭茵聲(陰森):我被外星人綁架的經驗 - 劉薰愛:啊～不小心走光了？ - 蔡小潔:我上過最可怕的通告 - 邵庭:我在演藝圈遇到的賤人 - 瑤瑤(黃以安):好糗！我在電梯裡放了個屁～ - 獲勝:瑤瑤(黃以安)                             |
| 12   | 4月18日  | 詩芸、小茉莉         | NoNo   | - 劉薰愛:都是報紙亂寫的！我有跟他傳緋聞？ - 詩芸:愛到卡慘死，我是為愛犧牲的小女人 - 劉雨柔:超可怕，我還過最離奇的超自然現象。 - 小茉莉:啊！讓我死了算了！最讓我最崩潰的一件事。 - 瑤瑤(黃以安):颳風下雨也不走，好瘋狂的粉絲。 - 獲勝:瑤瑤(黃以安) |

### 笑花軍團企劃
| 集數 | 首播日期 | 笑花軍團                                                                     | 主題                             | 評審或來賓                            | 備註 |
| 13   | 4月22日  | 蔡小潔、鄭茵聲(陰森)、瑤瑤(黃以安)、劉薰愛、姬天語、小茉莉、Bebe、劉雨柔     | 笑花丑女大作戰                   | 小甜甜                                | - 蔡小潔→開喜婆婆 - 鄭茵聲(陰森)→咕嚕 - 瑤瑤(黃以安)→雞姐 - 劉薰愛→如花 - 獲勝:鄭茵聲(陰森) |
| 14   | 4月23日  | 安苡愛、蔡小潔、劉薰愛、謝文馨、楊琇雯(黑鬼)、瑤瑤(黃以安)、劉雨柔、Bebe     | 她們的故事比扯鈴還扯             | 沈玉琳                                | - 本集是楊琇雯(黑鬼)和安苡愛第一次以笑花軍團身分出現 - 劉雨柔:醉後大失憶，昨晚到底「花生」什麼事？ - 黑鬼:今天我最美？大家叫我外勞界的林志玲 - 瑤瑤(黃以安):躺著也中槍：演藝圈好黑暗 - Bebe:你知道嗎？我遇到了超邪門的故事！ - 獲勝:Bebe |
| 15   | 4月24日  | 安苡愛、蔡小潔、詩芸、小茉莉、Bebe、劉雨柔、鄭茵聲(陰森)、瑤瑤(黃以安)       | 笑花分隊PK賽                     | 小蝦                                  | - 笑笑隊：安苡愛、蔡小潔、Bebe、劉雨柔 - 花花隊：詩芸、小茉莉、鄭茵聲(陰森)、瑤瑤(黃以安) - 蔡小潔VS詩芸(勝) - 安苡愛(勝)VS小茉莉 - Bebe(勝)VS鄭茵聲(陰森) - 劉雨柔VS瑤瑤(勝) - 由於戰成2比2平手，因此以團體賽加賽決定獲勝隊伍 - 安苡愛&劉雨柔&Bebe(勝)VS瑤瑤(黃以安)&小茉莉&鄭茵聲(陰森) - 獲勝：笑笑隊                                                                                                  |
| 16   | 4月25日  | 小茉莉、蔡小潔、鄭茵聲(陰森)、安苡愛、Bebe、劉雨柔、瑤瑤(黃以安)、吳怡霈     | 笑花主持特訓                     | 眭澔平                                | |
| 17   | 4月29日  | 詩芸、鄭茵聲(陰森)、瑤瑤(黃以安)、林珮瑩(ruby)、Bebe、吳怡霈、劉雨柔、蔡小潔 | 笑花甜蜜的初戀故事               | 沈玉琳                                | - 劉雨柔:甜蜜的初戀男友竟然是個恐怖情人?! - 林珮瑩(ruby):與前男友的"浪漫"相遇?! - Bebe:青澀初戀卻遇到花心劈腿男?! - 吳怡霈:小學與男同學的純純愛戀 |
| 18   | 4月30日  | 蔡小潔、林珮瑩(ruby)、Bebe、劉雨柔、小茉莉、劉薰愛                           | 名嘴也有不知道的事？             | 麥若愚、彭華幹、張友驊                | - 蔡小潔、林珮瑩(ruby)與麥若愚一隊 - Bebe、劉雨柔與彭華幹一隊 - 小茉莉、劉薰愛與張友驊一隊 - 獲勝:Bebe、劉雨柔與彭華幹 |
| 19   | 5月1日   | Bebe、林珮瑩(ruby)、蔡小潔、小茉莉、吳怡霈、劉薰愛                           | 我可不可以是歌手？！             | 鄭進一、丁曉雯                        | - Bebe演唱Superstar（S.H.E.） 4個燈 - 林珮瑩(ruby)演唱裙擺搖搖（李心潔）3個燈 - 蔡小潔演唱同手同腳（溫嵐）4個燈 - 小茉莉演唱寶貝（張懸） 2個燈 - Bebe、蔡小潔並列第一 |
| 20   | 5月2日   | 吳怡霈、劉雨柔、蔡小潔、Bebe、劉薰愛、小茉莉                                 | 古代美女大車拼！！               | 陳為民                                | - 吳怡霈→林黛玉 - 劉雨柔→陸小曼 - 蔡小潔→楊貴妃 - Bebe→甄嬛 - 劉薰愛→武則天 - 小茉莉→西施 - 最後被陳為民點名最有潛力的:蔡小潔、小茉莉 |
| 21   | 5月6日   | 詩芸、鄭茵聲(陰森)、瑤瑤(黃以安)、林珮瑩(ruby)、Bebe、吳怡霈、劉雨柔、蔡小潔 | 笑花戀愛滋味多美好？！           | 沈玉琳                                | - 此集是4月29日播出的節目的後半段 - 鄭茵聲(陰森):初戀男友太難捨，誇張淚灑火車站! - 蔡小潔:單戀學長四年，告白卻慘遭拒絕?! - 瑤瑤(黃以安):死心塌地的愛卻換來重傷害?! - 詩芸:甜蜜戀情莫名出現"第三者"?! |
| 22   | 5月7日   | 林珮瑩(ruby)、小茉莉、Bebe                                                   | 剩女笑花與混血王子的約會         | 哈昇、成良、成明                      | - 參與配對者:吳怡霈、蔡小潔、劉雨柔、劉薰愛 - 第一階段: - 哈昇→蔡小潔 成良→劉薰愛 成明→劉雨柔 - 最終階段: - 哈昇→吳怡霈 成良→蔡小潔 成明→蔡小潔 - 配對失敗者:劉雨柔、劉薰愛 |
| 23   | 5月8日   | 蔡小潔、Bebe、小茉莉、劉雨柔、瑤瑤(黃以安)、劉薰愛                           | 闖蕩電視的專業話術               | 沈玉琳                                | - 考驗笑花軍團十個電視專業術語，答對題數較少者接受處罰 - 答對題數較少:蔡小潔 |
| 24   | 5月9日   | 蔡小潔、安苡愛、小茉莉、劉雨柔、瑤瑤(黃以安)、劉薰愛                         | 把話說清楚有這麼難嗎？           | 盛竹如、陳美貞、徐啟翔醫師            | |
| 25   | 5月13日  | 瑤瑤(黃以安)、安苡愛、劉薰愛、小茉莉、劉雨柔、蔡小潔                         | 笑花英語教室 上課啦！            | 張兆志、賈懿孺                        | - 本集有七位外國人士參與 (Lydia、Emilio、William、Alexis、Tomas、Susan、Marta) |
| 26   | 5月14日  | 小茉莉、安苡愛、瑤瑤(黃以安)、蔡小潔、劉雨柔                                 | 笑花不懂的事 寵物怎麼養?!        | 熊爸、獸醫許志全                      | - 小茉莉寵物:紅貴賓荳荳(節目字幕誤打豆豆) - 安苡愛寵物:紅貴賓馬先生(原名叫馬大斗，因為難念才改叫馬先生。) - 瑤瑤(黃以安)寵物:笨寶(貓) - 蔡小潔寵物:冏冏(貓) - 劉雨柔寵物:貓(名字不知) - 節目後半段主題變更為:這些寵物不是你想養就能養! - 古埃及賽狗(弟弟)與飼主:魏景盈&羊駝與飼主:張偉結 |
| 27   | 5月15日  | 安苡愛、劉薰愛、劉雨柔、瑤瑤(黃以安)、小茉莉、蔡小潔                         | 笑花武俠片訓練課                 | 麥若愚、吳震亞                        | - 劉雨柔→東方不敗 - 瑤瑤(黃以安)→楊過 - 小茉莉→喬峰 - 蔡小潔→黑白郎君 |
| 28   | 5月16日  | 劉雨柔、瑤瑤(黃以安)、劉薰愛、蔡小潔、Bebe、小茉莉                           | 笑花比基尼生死鬥                 | 造型師小娟、張兆志、PTT表特版Z9大神   | - 輸家接受跳水懲罰 - 跳水懲罰:Bebe |
| 29   | 5月20日  | 劉薰愛、劉雨柔、蔡小潔、瑤瑤(黃以安)、安苡愛、吳瑋霆(Mika)                   | 計程車司機知道的比你多           | 洪都拉斯                              | - 本集有五位計程車司機參與 (陳台寶、陳慶源、陳霈瑜、楊程元、瑞雄[推測]) - 本集是吳瑋霆(Mika)第一次以笑花軍團身分出現 |
| 30   | 5月21日  | 安苡愛、蔡小潔、Bebe、小茉莉、劉薰愛、劉雨柔、瑤瑤(黃以安)                   | 網路超人氣美女來踢館             | 時尚雜誌攝影師葉智鴻、PTT表特版Z9大神 | - 本集有五位網路超人氣美女參與 (峮峮、篠崎翎榕、林萱瑜、楊雅妤、佳琪) |
| 31   | 5月22日  | 峮峮、安苡愛、蔡小潔、小茉莉、Bebe、劉薰愛、瑤瑤(黃以安)                     | 當記者哪有這麼容易               | 李健光、岑永康                        | - 本集是峮峮第一次以笑花軍團身分出現 - 笑花要出外景採訪有名人物，最後得到來賓支持的笑花，就可以獲得來賓以新聞規格的方式播報該位採訪片段。 - 最終優勝:安苡愛 |
| 32   | 5月23日  | 劉雨柔、劉薰愛、瑤瑤(黃以安)、蔡小潔、小茉莉、Bebe                           | 笑花鄉土劇訓練課                 | 徐亨、陳珮騏、PTT表特版Z9大神         | - 劉雨柔→刑素蘭(實際的角色名稱:邢速蘭) - 劉薰愛→金居幅(實際的角色名稱:金居福) - 瑤瑤(黃以安)→公車蘋(實際的角色名稱:公車萍) - 蔡小潔→蔡玥霞(實際的角色名稱:蔡月霞) - 小茉莉→邱金蘭(實際的角色名稱:邱金蘭) - Bebe→劉玟聰(實際的角色名稱:劉文聰) |
| 33   | 5月27日  | 安苡愛、蔡小潔、Bebe、小茉莉、劉薰愛、劉雨柔、瑤瑤(黃以安)                   | 我適合演藝圈嗎？                 | 沈玉琳、PTT表特版Z9大神               | |
| 34   | 5月28日  | 安苡愛、蔡小潔、瑤瑤(黃以安)、小茉莉、劉薰愛、Bebe、孟孟                     | 助理主持訓練班                   | 賀一航、大牙                          | - 本集是孟孟第一次以笑花軍團身分出現，同時是第一個沒有參與到節目邀請上單元的來賓直接變成笑花軍團的人。 |
| 35   | 5月29日  | 小茉莉、瑤瑤(黃以安)、蔡小潔、劉薰愛、峮峮、Bebe                             | 超級媒人教你嫁進好人家           | 張克帆、歐美玲、盧麗萍                | - 該集一開始阿Ken有介紹峮峮，但實際上峮峮第一次以笑花軍團身分出現是5月22日的節目。 |
| 36   | 5月30日  | 安苡愛、蔡小潔、小茉莉、Bebe、劉薰愛、月如                                   | 台上一分鐘，台下十年功           | 洪都拉斯、黃鐙輝                      | - 本集是月如第一次以笑花軍團身分出現，同時是繼孟孟之後，第二個沒有參與到節目邀請上單元的來賓直接變成笑花軍團的人。 - 月如VS卡古(勝) - 安苡愛(勝)VS阿虎 - 蔡小潔&小茉莉VS成軍三分鐘(勝) - Bebe&劉薰愛VS葉昇駿(勝) - 洪都拉斯與黃鐙輝選出最難笑的笑花：月如 |
| 37   | 6月3日   | 李萱、月如、Bebe、小茉莉、瑤瑤(黃以安)、劉薰愛、蔡小潔、峮峮                 | 笑花膽量課之誰在搞鬼？           | 沈玉琳、呂文婉                        | - 本集是李萱第一次以笑花軍團身分出現，同時是繼孟孟及月如之後，第三個沒有參與到節目邀請上單元的來賓直接變成笑花軍團的人。 - 李萱→貞子 - 月如→奪魂鋸娃娃 - Bebe→咒怨小男孩 - 小茉莉→殭屍 - 瑤瑤(黃以安)→德州電鋸殺人狂 - 劉薰愛→吸血鬼德古拉 - 蔡小潔→裂嘴女 - 峮峮→花子 - 蔡小潔:攝影棚遇到鬼、小茉莉:攝影機前的鬼影 - 劉薰愛:竹林裡的鬼軍人、月如:租厝的嬰孩聲 - 瑤瑤(黃以安):開棺撿骨、Bebe:拍鬼片的代價 |
| 38   | 6月4日   | 李萱、小茉莉、峮峮、瑤瑤(黃以安)、安苡愛                                     | 特別企劃 與名嘴共舞              | 蔡佳玲                                | - 大愛若愚(麥若愚&劉薰愛) - 星際MIBe(江晃榮&Bebe) - 澔潔重生(眭澔平&蔡小潔) - 獲勝:澔潔重生(眭澔平&蔡小潔) |
| 39   | 6月5日   | Bebe、瑤瑤(黃以安)、峮峮、安苡愛、蔡小潔、月如、小源、劉薰愛                 | 超夯童星大集合                   | 陳為民、林可彤                        | - 本集是小源第一次以笑花軍團身分出現，同時是繼孟孟、月如及李萱之後，第四個沒有參與到節目邀請上單元的來賓直接變成笑花軍團的人。 - 本集有四位童星參與 (邱辰恩、陳鈞姵、劉珈瑄、鄧筠庭) |
| 40   | 6月6日   | 瑤瑤(黃以安)、劉薰愛、Bebe、安苡愛、小茉莉、峮峮、Riko、月如                 | 你不知道的演藝圈潛規則           | 梁赫群、沈玉琳                        | - 小源本集起改名叫Riko |
| 41   | 6月10日  | 安苡愛、Bebe、小茉莉、Riko、月如、劉薰愛、峮峮、瑤瑤(黃以安)                 | 笑花笑話課之笑花輸送帶           | 王彩樺、白雲                          | - 短劇1:神燈精靈 演出人員:安苡愛、Bebe、瑤瑤(黃以安)、白雲 - 短劇2:湖中女神 演出人員:小茉莉、Riko、月如、白雲、王彩樺 - 辣妹輸送帶:笑花軍團成員在輸送帶上說笑話，得到2個圈以上(含2個)過關，未得到2個圈者噴乾冰懲罰 - 瑤瑤(黃以安):0個圈 - Bebe:2個圈 - 劉薰愛:2個圈 - 安苡愛:1個圈 - 小茉莉:2個圈 - 月如:2個圈 - Riko:1個圈 - 峮峮:0個圈                                                                  |
| 42   | 6月11日  | 安苡愛、Bebe、小茉莉、李萱、峮峮、劉薰愛、月如、瑤瑤(黃以安)                 | 整人企劃 民俗療法正夯            | 詹惟中、梁赫群                        | - 本集有4位來賓參與錄影:劉維中、廖國良、柯盈州、王彩鳳 - 笑花軍團及來賓需猜出哪個人是真正的民俗療法師傅 - 正解:王彩鳳(刀療師) - 猜錯答案者:安苡愛、月如、瑤瑤(黃以安) - 接受懲罰者:安苡愛 |
| 43   | 6月12日  | Bebe、安苡愛、峮峮、小茉莉                                                   | 笑花搞笑生死鬥之潛力新人合作賽！ | 陳為民                                | - 本集有4組來賓參與錄影:大根、卡古、阿虎、成軍三分鐘 - 4組組合(大根&Bebe、卡古&安苡愛、阿虎&峮峮、成軍三分鐘&小茉莉) - 第一回合:卡古&安苡愛(勝)VS阿虎&峮峮 - 第二回合:卡古&安苡愛VS大根&Bebe(勝) - 第三回合:大根&BebeVS成軍三分鐘&小茉莉(勝) - 獲勝:成軍三分鐘&小茉莉 |
| 44   | 6月13日  | 笑花軍團企劃                                                                 | 笑花軍團企劃                     | 笑花軍團企劃                          | 笑花軍團企劃 |

## 播出之短劇

### 家有笑花
- 2013年4月1日首度登場  由阿Ken與袁艾菲演出夫妻之間的小情趣。

### 命運青紅燈
- 2013年4月22日首度登場  以民間故事諷刺時下社會現象。

| 集數 | 日期    | 主題   | 參與演出人員 |
| 13   | 4月22日 | 烏盆記 | 老鞋匠:張別古 劉薰愛、富商:劉世昌 鄭茵聲(陰森)、趙氏夫妻 劉雨柔、瑤瑤(黃以安)、富家子 黃豪平、店小二 Bebe、乞丐 黃迪揚（阿迪）、侍衛:展昭 謝駿毅（無尊）、包青天（大根） |
| 14   | 4月23日 | 附馬爺 | 友人 黃豪平 鄭大人 瑤瑤(黃以安) 附馬鄭顥 謝駿毅（無尊）太監（大根）公主Bebe 皇上唐宣宗 黃迪揚（阿迪）、丞相白敏中 劉雨柔、劉管家 鄭茵聲(陰森)                            |

### 笑花劇場
- 2013年5月23日首度登場

| 集數 | 日期    | 主題     | 阿Ken飾演                      | 劉薰愛飾演                     | 吳怡霈飾演                     | 劉雨柔飾演                     | 小茉莉飾演                     | Bebe飾演                       | 蔡小潔飾演                     | 其他來賓 |
| 32   | 5月23日 | 黑道人生 | 蔡友德 (實際的角色名稱:蔡有德) | 金居幅 (實際的角色名稱:金居福) | 公車蘋 (實際的角色名稱:公車萍) | 邢素蘭 (實際的角色名稱:邢速蘭) | 邱金藍 (實際的角色名稱:邱金蘭) | 劉紋聰 (實際的角色名稱:劉文聰) | 蔡玥霞 (實際的角色名稱:蔡月霞) | 陳珮琪   |

## 外部連結
- 全民大笑花的Facebook專頁

## 電視節目的變遷
| 台灣 中天娛樂台 星期一至四22:00 - 23:00      | 台灣 中天娛樂台 星期一至四22:00 - 23:00      | 台灣 中天娛樂台 星期一至四22:00 - 23:00 |
| -------------------------------------------- | -------------------------------------------- | --------------------------------------- |
|                                              | 全民大笑花 （2013年4月1日 - 2013年6月13日 ） |                                         |
| 全民大新聞 （2012年9月24日 - 2013年1月25日） | 還珠格格 （2013年6月17日 -）                 |                                         |